# 瓦貝多鎮區 (明尼蘇達州卡斯縣)
瓦貝多鎮區（英語：Wabedo Township）是一個位於美國明尼蘇達州卡斯縣的行政鎮區。

## 人口
根據2020年美國人口普查的數據，瓦貝多鎮區的面積為91.50平方千米，當中陸地面積為63.80平方千米，而水域面積為27.70平方千米。當地共有人口423人，而人口密度為每平方千米5人。